# Panagiótis Neochorítis
Panagiótis Neochorítis (em grego:  Παναγιώτης Νεοχωρίτης; Cavala, 1971) é um músico e musicólogo grego. Conhecedor tanto da música bizantina eclesial como de gêneros populares gregos, Neochorítis é desde 2016 Arconte Protopsaltes da Grande Igreja de Cristo.

## Biografia
Panagiótis Neochorítis nasceu em Cavala, na Grécia, em 1971, filho do presbítero da Igreja da Grécia e musicista Charalámbos Neochorítis, que também foi seu primeiro mestre na música bizantina. Também estudou com Matthaíos Tsamkiránis, e, mais tarde, em Salônica, com Eleftheríos Georgiádis, ex-Arconte Lampadário da Grande Igreja de Cristo, e então protopsaltes em Salônica. Neochorítis foi cantor em sua Cavala natal de 1987 a 1991, e em Edessa de 1996 a 2000, ano em que foi ordenado protopsaltes na catedral de Salônica. Em 1996, fundou a Associação Musical de Salônica Romano o Melodista, que dirige até hoje. Tornou-se notório entre apreciadores contemporâneos da música bizantina por sua interpretação moderna de cantos antigos, além de um grande estudioso da música tradicional urbana de Salônica e Istambul.
No início de 2016, com a aposentadoria de Leonídas Astéris, Neochorítis tornou-se lugar-tenente da posição de protopsaltes da Catedral de São Jorge. Em 29 de novembro do mesmo ano, foi ordenado Arconte Protopsaltes da Grande Igreja de Cristo pelo Patriarca Bartolomeu I de Constantinopla, em cerimônia solene na qual o Patriarca, em discurso aos musicólogos da Catedral, exaltou a capacidade de Neochorítis de continuar os estilos de Konstantínos Príngos e Thrasývoulos Stanítsas, além de chamar atenção para a excepcionalidade de eleger-se como Arconte Protopsaltes um cantor não radicado em Istambul.